# Roger Rosiers
Roger Rosiers (født 26. november 1946) er en tidligere professionel landevejscykelrytter fra Vremde, Belgien.